# Liora (Vorname)
Liora (hebräisch: לִיאוֹרָה) ist ein Vorname.

## Herkunft und Bedeutung
Der Name ist die weibliche Form von Lior.

## Bekannte Namensträgerinnen
- Liora Simon Fadlon (* 1970),  israelische Sängerin